# Roland TR-606

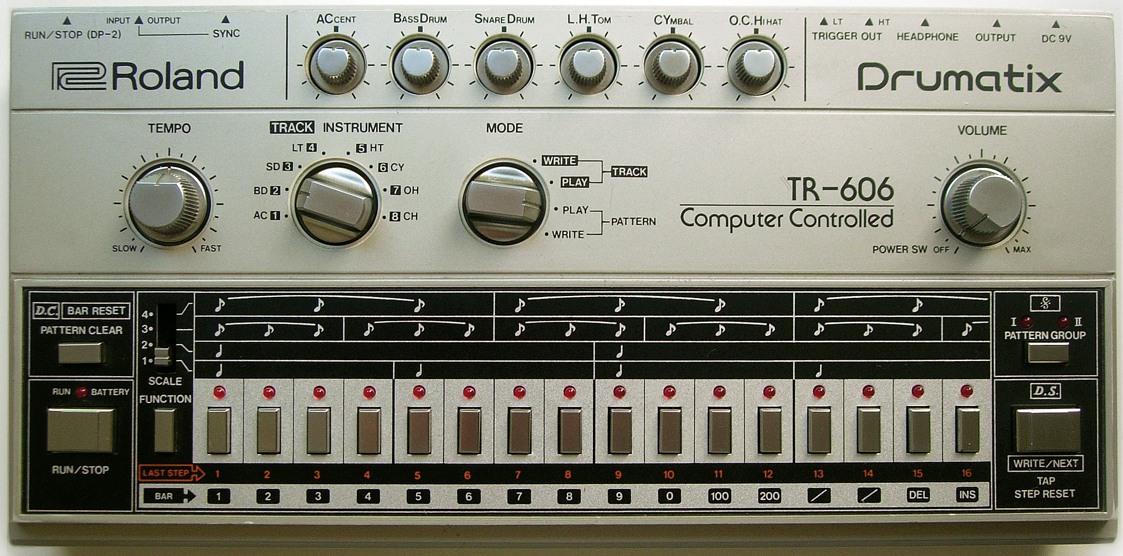
Roland TR-606

Die TR-606 ist ein Drumcomputer des japanischen Unternehmens Roland, der 1981 auf den Markt kam.

## Geschichte
Die TR-606 (das „TR“ steht für „Transistor Rhythm“) wurde als Rhythmusgerät zur optisch verwandten Roland TB-303 („Transistor Bassline“) veröffentlicht. Beide Geräte fanden ursprünglich nur einen kleinen Abnehmerkreis, und die Produktion wurde bald eingestellt. Heute ist das TR-606 ein beliebtes Vintage-Instrument und wird von Künstlern wie Aphex Twin, Moby, Astral Projection, Nine Inch Nails, OMD, Sneaker Pimps, Big Black und vielen anderen verwendet. Einer der bekanntesten mit einer 606 produzierten Hits ist Flat Beat von Mr. Oizo.

## Beschreibung

### Allgemein
Die TR-606 ist ein analoger Drumcomputer mit integriertem Stepsequenzer. Die Klänge (Bass Drum, Snare Drum, Hi Tom, Low Tom, Closed Hi-Hat, Open Hi-Hat, Cymbal) können nur in der Lautstärke verändert, nicht aber, wie bei der Roland TR-808, in der Tonhöhe gestimmt werden. Im Vergleich zur 808 fehlen außerdem das Handclap sowie die Cowbell. Wie die 808 verfügt die 606 jedoch über eine Accent-Funktion, mit der sich bestimmte Steps eines Patterns dynamisch hervorheben lassen.
Über den DIN-Sync-Anschluss kann das Gerät mit anderen Geräten der Marke Roland synchronisiert werden (z. B. mit der TB-303). Einen MIDI-Anschluss besitzt es nicht.

### Technische Daten
- Vollanaloge Klangsynthese
- 7 Percussion-Klänge
- Stepsequenzer mit 16 Steps
- Speicher für 32 Patterns
- Song-Modus: 8 Songs (Tracks 1–7 bis zu 64 Takte, Track 8 bis zu 256 Takte)
- Anschlüsse: Line Out, Kopfhörer, Trigger Out 1/2, DIN Sync (In/Out), DC-9-V-Netzteil